# Podliść zwinny

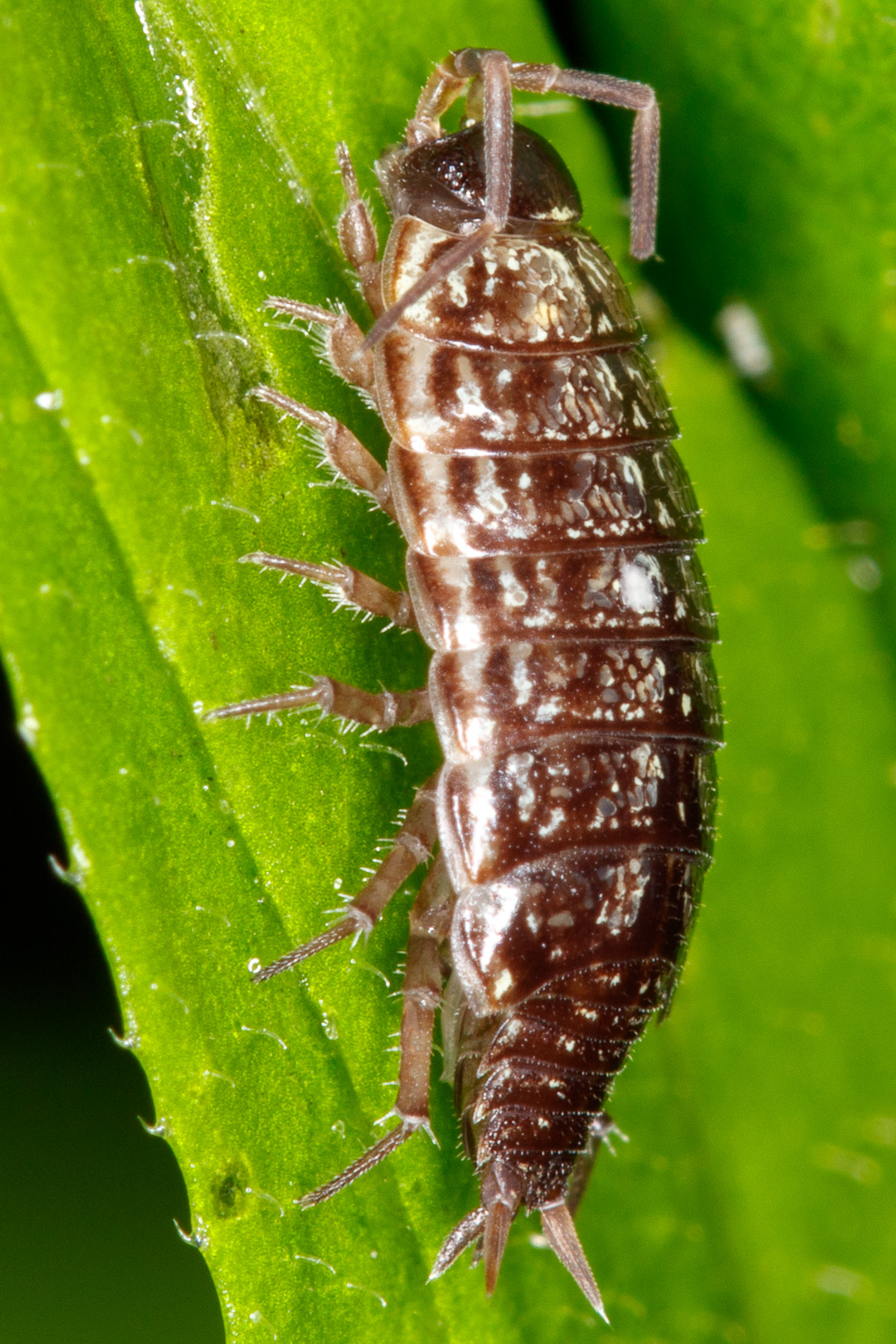
Podliść zwinny na Zakolu Wawerskim w Warszawie.

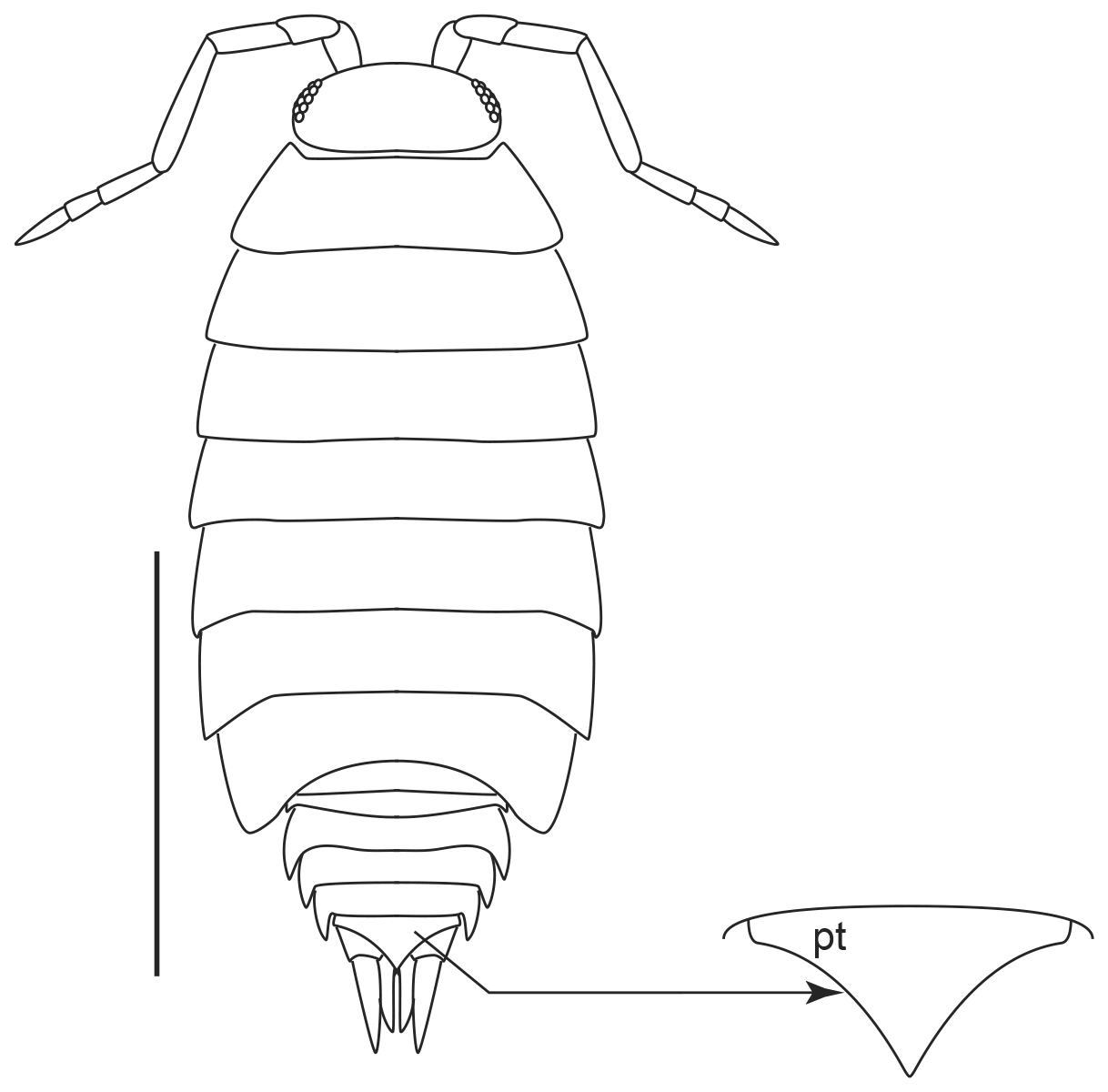
Podliść zwinny, widoczny kształt pleotelsonu (pt). Pasek skali: 5 mm.

Podliść zwinny (Philoscia muscorum) – gatunek lądowego skorupiaka z rzędu równonogów i rodziny Philosciidae.
Skorupiak ten szybko się porusza. Występuje w wilgotnych miejscach, w Polsce na wybrzeżu, 

## Opis
Podliść zwinny ma wydłużone, jajowate ciało, osiągające długość 12 mm.
Grzbiet tego skorupiaka jest gładki, lśniący, pokryty żółtobrunatnym i brunatnym deseniem. Głowa (a dokładnie głowotułów, cefalotoraks) jest zwykle ciemna, kontrastując z jaśniejszym pereonem (tułowiem, toraksem). Wzdłuż środka pereonu biegnie zwykle ciemny pasek. U ciemno ubarwionych osobników te wszystkie plamy są mniej wyraziste.
Przednia krawędź głowy jest zaokrąglona. Po bokach nie tworzy płatu między okiem a podstawą czułka. Biczyk (flagellum) czułków II pary, czyli ich końcowy odcinek, zbudowany jest z 3 segmentów. Na głowie znajdują się oczy złożone.
Szerokość segmentów ciała przy przejściu od pereonu do pleonu (odwłoka, abdomenu) zmniejsza się gwałtownie. Brak płuc pleopodialnych widocznych jako pogrubione białe łatki. Ostatnim widocznym segmentem pleonu jest pleotelson, będący tak naprawdę połączeniem ostatniego segmentu i telsonu. Jest on trójkątny, ostro zakończony, jego boczne krawędzie są wklęsłe. Epimery, czyli boczne przedłużenia tergitów (płytek grzbietowych), nadają bokom pleonu ząbkowany wygląd. Pleon ma parę uropodiów (odnóży ogonowych). Wystają one poza obrys ciała.
Skorupiak ten szybko się porusza. Nie potrafi zwinąć się w kulkę.

## Siedlisko
Podliść występuje w miejscach wilgotnych w lasach, parkach, zaroślach, trawie. Można go tam spotkać pod opadłymi liśćmi, kamieniami, leżącym drewnem, za korą drzew, przy korzeniach trawy.

## Występowanie
Podliść zwinny występuje w Europie Zachodniej i Środkowej, znany jest również z północnozachodniej Afryki i Azji.
Został introdukowany w Ameryce Północnej.
W Polsce w siedliskach naturalnych występuje na wybrzeżu. Synantropijny znany jest tylko z Gdańska-Oliwy i Poznania.